# Districtul Beni Douala
Beni Douala este un district din provincia Tizi Ouzou, Algeria.